# Campeonato Sul-Americano de Corta-Mato de 1992
O 7º Campeonato Sul-Americano de Corta-Mato de 1992 foi realizado em São Paulo, no Brasil, entre os dias 4 e 5 de janeiro de 1992. Não se tem o numero de participantes, porém, pelo menos quatro nacionalidades participaram das provas. Na categoria sênior masculino Valdenor dos Santos  do Brasil levou o ouro, e na categoria sênior feminino Carmem de Oliveira do Brasil levou o ouro. 

## Medalhistas
Esses foram os campeões da competição. 
| Evento                     | Ouro                           | Ouro  | Prata                              | Prata | Bronze                     | Bronze |
| -------------------------- | ------------------------------ | ----- | ---------------------------------- | ----- | -------------------------- | ------ |
| Masculino sênior (12 km)   | Valdenor dos Santos · Brasil   | 37:30 | Benedito Gomes · Brasil            | 37:35 | Clair Wathier · Brasil     | 37:41  |
| Masculino júnior (7.5 km)  | Emerson Vettori · Brasil       | 23:48 | William Roldán · Colômbia          | 23:52 | Emerson Iser Bem · Brasil  | 24:15  |
| Masculino juvenil (4.5 km) | Carlos Torres Gomes · Brasil   | 15:00 | Marcelo Ferreira da Silva · Brasil | 15:03 | Marcelo Zabala · Argentina | 16:04  |
| Feminino sênior (6 km)     | Carmem de Oliveira · Brasil    | 20:34 | Solange Cordeiro de Souza · Brasil | 20:48 | Martha Tenorio · Equador   | 21:14  |
| Feminino Junior (4.5 km)   | Ana de Oliveira · Brasil       | 16:45 | Cláudia da Costa · Brasil          | 17:35 | Edileuza Ribeiro · Brasil  | 18:26  |
| Feminino juvenil (3 km)    | Fernanda Rodríguez · Argentina | 11:36 | Daiany de Siqueira · Brasil        | 12:48 |                            |        |

## Quadro de medalhas
| Ordem | País      | Medalha de ouro | Medalha de prata | Medalha de bronze | Total |
| ----- | --------- | --------------- | ---------------- | ----------------- | ----- |
| 1     | Brasil    | 5               | 5                | 3                 | 13    |
| 2     | Argentina | 1               | 0                | 1                 | 2     |
| 3     | Colômbia  | 0               | 1                | 0                 | 1     |
| 4     | Equador   | 0               | 0                | 1                 | 1     |
|       | TOTAL     | 6               | 6                | 5                 | 17    |

## Participação
Não se tem o numero total de participantes, no entanto, atletas de pelo menos 4 países participaram.
| - Argentina - Brasil | - Colômbia | - Equador |